# 6417 Liberati
6417 Liberati (1993 XA) là một tiểu hành tinh vành đai chính được phát hiện ngày 4 tháng 12 năm 1993 bởi A. Vagnozzi ở Stroncone.